# Johann Peter Cremer
Johann Peter Cremer (Keulen, 30 oktober 1785 – Aken, 1 augustus 1863) was een Duitse architect die voornamelijk werkzaam was in de regio's Aken en Wuppertal. Cremer werkte voornamelijk in de stijl van het neoclassicisme, later ook van de neogotiek.

## Levensloop
Cremer groeide op in een periode waarin het Duitse Rijnland geannexeerd was door Frankrijk. Hij studeerde onder Jean-Nicolas-Louis Durand aan de École polytechnique in Parijs. Al vroeg koos hij voor de stijl van het (neo)classicisme, teruggaand op de oud-Griekse vormentaal, in die tijd de dominante stroming in de Europese architectuur. In Düsseldorf wisselde Cremer ideeën uit met Adolph von Vagedes, eveneens een leerling van Durand.
In 1817 werd Cremer benoemd tot staatsbouwinspecteur van het bouwwezen (Bauverwalting) van het district Aken. Onmiddellijk begon hij met de planning van een nieuw theater, het Stadttheater Aachen, waarvoor hij de ontwerpen van het Königliches Schauspielhaus van Karl Friedrich Schinkel bestudeerde, alsmede de neoclassicistische bouwwerken van Friedrich Weinbrenner in Karlsruhe. Ongeveer tegelijkertijd maakte Cremer de eerste ontwerpen voor de Elisenbrunnen in Aken. Beide projecten werden sterk beïnvloed door de ideeën van Schinkel, die destijds hoofdarchitect was van de Oberbaudeputation in Berlijn, een departement voor het bouwtoezicht. Schinkel paste de ontwerpen van Cremer aan, waarna de bouwvergunningen werden verleend.
Daarna volgden talrijke andere kleinere en grotere bouwwerken, voor een deel in Aken, waar ze inde meeste gevallen werden gerealiseerd door de Akense bouwmeester Andreas Hansen, soms in samenwerking met de stadsbouwmeesters Adam Franz Friedrich Leydel en Friedrich Josef Ark. In 1827 voltooide hij een nieuw regeringsgebouw in Aken en in 1848 een nieuw hoofddouanekantoor. Cremer werkte ook ook mee aan de bouw van verschillende kerken in de wijde omgeving van Aken.

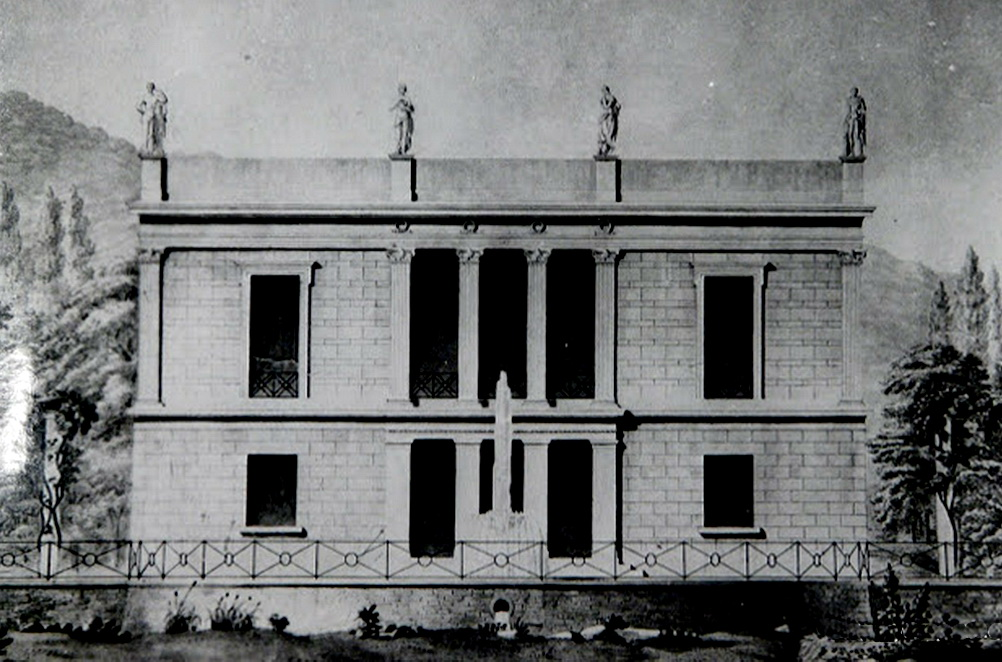
Ontwerptekening Villa Dahl, ca. 1824

Ook buiten Aken werden Cremers diensten gewaardeerd, met name in de omgeving van Wuppertal (Elberfeld en Barmen), waar hij een aantal trouwe opdrachtgevers vond. Al in 1815 gaf het raadslid Peter de Weerth, telg uit een bekende Wuppertaler familie, opdracht voor een monument ter herdenking van de Duitse bevrijdingsoorlogen tegen Napoleon, dat hij in zijn privétuin in Elberfeld wilde plaatsen. Cremer maakte het ontwerp, dat door de beeldhouwer Gerhard Holtkott werd uitgevoerd. Later ontwierp hij het raadhuis van Elberfeld, dat lange tijd beschouwd werd als het mooiste classicistische bouwwerk in het Rijnland. Tegenwoordig is hier het Von der Heydt-Museum gevestigd. In Barmen bouwde hij in 1834 een buitenhuis voor de rijke koopman Carl Feldhoff. Na de dood van Feldhoff kwam de villa in handen van de econoom Liebrecht Werner Dahl, die het vergrootte door er een verdieping bovenop te laten zetten (waarmee ook de klassieke beelden langs de dakrand verdwenen). Het gebouw stond daarna plaatselijk bekend als "Dahls Schloss".
Omstreeks 1850, Cremer was inmiddels gepromoveerd tot rijksbouwmeester, gaf hij zijn oude voorkeur voor het classicisme op en ontwierp hij diverse kerken in neogotische stijl, onder andere in Breinig en Titz-Rödingen. Het ideaalbeeld van een gotische kerk was voor hem de Dominicanenkerk (Sint-Pauluskerk) in Aken, die hij eerder in zijn carrière samen met Schinkel had herbouwd.

## Architectenfamilie Cremer
Naast Johann Peter Cremer en zijn broer Johann Baptist Cremer kwamen nog andere verdienstelijke architecten en bouwers uit deze familie voort:
- Friedrich Albert Cremer (1824–1891), zoon van Johann Peter Cremer, architect van het Chemisch Instituut van de Friedrich-Wilhelms-Universität in Berlijn evenals van de debiteurengevangenis in die stad;
- Robert Ferdinand Cremer (1826–1882), zoon van Johann Peter Cremer, architect van de Koninklijke Rijnlands-Westfaalse Polytechnische School, het huidige hoofdgebouw van de RWTH Aken, gebouwd in neo-renaissancestijl.

## Lijst van bouwwerken (selectie)
| Jaar      | Afbeelding | Plaats                | Object                                                                            | Bijzonderheden |
| --------- | ---------- | --------------------- | --------------------------------------------------------------------------------- | --- |
| 1815      |            | Elberfeld             | monument voor de Duitse bevrijdingsoorlogen in de Deweerth'schen Garten           | in opdracht van Peter de Weerth; vermoedelijk gesloopt in 1948                                                           |
| 1816–1820 |            | Elberfeld             | particuliere huizen voor de families Siebel, De Weerth, Vom Rath en Von der Heydt | gesloopt/verwoest |
| 1817–1820 |            | Elberfeld             | façadeontwerp van het Gesellschaftshaus Museum                                    | gesloopt/verwoest |
| 1818–1824 |            | Würselen-Bardenberg   | RK parochiekerk: Sint-Petrus-en-Pauluskerk                                        | omstreeks 1914 gesloopt en vervangen door een neogotische kerk van Heinrich van Kann                                     |
| 1822–1825 |            | Aken                  | Stadttheater Aachen                                                               | in samenwerking met Karl Friedrich Schinkel, omstreeks 1900 sterk gewijzigd, na de oorlog herbouwd                       |
| 1822–1844 |            | Aken                  | Kongressdenkmal                                                                   | ontwerp uit 1822 niet uitgevoerd; ontwerp van Schinkel uit 1837 door Cremer uitgewerkt en uitgevoerd                     |
| 1822      |            | Aken                  | Sint-Pauluskerk                                                                   | herbouw van de gotische kloosterkerk van het voormalige Dominicanenklooster, in samenwerking met Karl Friedrich Schinkel |
| 1824–1827 |            | Aken                  | Elisenbrunnen                                                                     | in samenwerking met Karl Friedrich Schinkel; na de oorlog herbouwd                                                       |
| 1826–1842 |            | Elberfeld             | Raadhuis van Elberfeld                                                            | tegenwoordig Von der Heydt-Museum                                                                                        |
| 1827      |            | Aken                  | regeringsgebouw aan de Theaterplatz                                               | tegenwoordig in gebruik door de RWTH Aken; boven de entree staat nog steeds "REGIERVNG"                                  |
| 1829/30   |            | Aken-Laurensberg      | Duitse douanekantoor aan de Duits-Nederlandse grens in Aken-Vaalserquartier       | gebouwd ten tijde van het gereedkomen van de nieuwe rijksweg Maastricht-Aken (N278)                                      |
| 1834      |            | Wuppertal-Unterbarmen | Villa Dahl (in de volksmond Schloss Dahl)                                         | in opdracht van de ondernemer Carl Feldhoff                                                                              |
| 1843      |            | Eschweiler-Röhe       | RK parochiekerk: Sint-Antoniuskerk                                                | |
| 1844–1845 |            | Holzheim              | RK parochiekerk: Sint-Lambertuskerk                                               | |
| 1847      |            | Würselen-Vorweiden    | Evangelische Kirche                                                               | |
| 1846–1849 |            | Aken                  | voormalig douanehoofdkantoor aan de Bahnhofplatz                                  | tegenwoordig Bundespolizeiinspektion Aachen                                                                              |
| 1852–1855 |            | Breinig               | RK parochiekerk: Sint-Barbarakerk                                                 | |
| 1856–1858 |            | Rödingen              | RK parochiekerk: Sint-Corneliuskerk                                               | |
| 1858–1861 |            | Walheim               | RK parochiekerk: Sint-Annakerk                                                    | |

- Gemeinsame Normdatei: 118677314
- International Standard Name Identifier: 0000 0000 2806 551X
- Library of Congress Control Number: n85059420
- Nationale Bibliotheek van Letland: 000236712
- Union List of Artist Names: 500355218
- Virtual International Authority File: 8181477
- WorldCat: E39PBJfxbYftpGWkdBtH7Q6dwC